# Ісаак ван Остаде
Ісаак ван Остаде (нід. Isaac van Ostade, 1621 — 1649) — нідерландський художник.

## Життєпис
Народився у Гарлемі у 1610 році (хрещений 2 червня). Був сином Яна Гендрікса Остаде, який приїхав з села Остаде, що неподалік м. Ейндховен. Під впливом старшого брата Адріана звернувся до живопису.
Спочатку був учнем Адріана ван Остаде. У 1629 році став членом Гільдії Святого Луки. Активно працював до самої смерті.

## Творчість
З доробку відомо близько 100 відомих картин, переважно жанрові сцени, пейзажі та портрети. Більшість знаходяться в англійських приватних колекціях.
Стиль його ранніх творів дуже схожий на картини брата Адріана. Поступово виробив свій власний стиль у розвитку творчості, що остаточно відрізняється від свого брата близько 1644 року.
Після 1640 року більше зображував селянське життя на вулицях, сцени у тавернах («Зупинка у сільській таверні», «Сільський будинок», «Портрет селянина», «Вигляд каналу в зимовий період»).
Часто виконував картини на відкритому повітрі, пейзажі, витримані в сріблястих тонах, що тонко передають особливості висвітлення («Змерзле озеро», 1642 рік, «Таверна на замерзлій річці», 1645 рік, «Подорожній біля входу в будинок», 1649 рік).